# クリストフ・フェレラ
クリストフ・フェレラ（Christophe Ferreira）は、日本在住のアニメーター、漫画家（バンドデシネ作家）。大塚康生の紹介を経て来日し、テレコム・アニメーションフィルムへインターンシップする。その後、フランスのゲーム・アニメ制作会社アンカマを経て現在に至る。一部作品はフェレラ･クリストフ名義。

## 作品リスト

### アニメ
テレビアニメ
- バスカッシュ!（2009年、サテライト） - 第9話・第18話美術設定・背景
- LUPIN the Third -峰不二子という女-（2012年、トムス・エンタテインメント） - 第1話原画・第2原画、第4話・第9話原画、第13話第2原画

劇場アニメ
- GALA（2008年、ジーニアス・パーティ・ビヨンド、STUDIO 4℃） - 原画
- BUTA（2012年、アニメミライ2012、テレコム・アニメーションフィルム） - 原案
- クレヨンしんちゃん ガチンコ!逆襲のロボとーちゃん（2014年、シンエイ動画） - 原画
- ひるね姫 〜知らないワタシの物語〜 (2017年、シグナル・エムディ) - クリーチャーデザイン

Webアニメ
- エデン（2020年、Qubic Pictures・CGCG）- コンセプトデザイン

### バンドデシネ
- ミロの世界（Le Monde de Milo、原作：リシャール・マラザーノ、Dargaud、2巻）※邦訳版未発売